# 왕조교체설
왕조교체설(일본어: 王朝交替説)은 일본의 고훈 시대에 황통(皇統)이 단절되어, 왕조의 교체가 있었다고 주장하는 학설이다.

## 개요
제2차 세계대전 이후, 그 때까지 지배적이었던 만세일계(일본어: 万世一系) 라는 개념에 대한 비판에서 시작된 학설로, 1952년에 미즈노 유(일본어: 水野祐) 가 처음 주장한 삼왕조 교체설(일본어: 三王朝交替説)이 대표적이다. 다만, 그것에 앞서 1948년에 에가미 나미오(일본어: 江上波夫) 가 발표한 기마민족 정복왕조설도 넓은 의미의 왕조 교체설에 포함된다. 스진 천황(일본어: 崇神天皇)을 기점으로 하는 황통에 주목하고 있는 점 등을 근거로, 미즈노 유의 학설이 에가미 나미오의 학설의 영향을 받고 있음을 지적하는 학자도 있다. 이후 미즈노 유 자신도, 자신의 학설을 네오 수렵 기마민족설(일본어: ネオ狩猟騎馬民族説)이라고 부르기도 하였다. 또한 고대 천황의 비실재론에 근거하고 있는 점은 쓰다 소키치(일본어: 津田左右吉)의 영향을 받고 있으며, 규슈의 왕이었던 닌토쿠 천황(일본어: 仁徳天皇)이 기나이를 정복하여 왕조를 열었다는 설은 야마타이국 규슈설의 발전과 다름없다.
미즈노 유의 삼왕조 교체설은 그 후 다양한 연구자에 의해 보강되고 비판이 이루어져 가고 있다. 만세일계를 부정하는 학자들 중에서도 미즈노 유가 주장한 것처럼 완전히 다른 혈통에 의한 극적인 왕권의 교체가 있었던 것은 아니라고 설명하는 학자들도 존재한다. 이들은 미즈노 유가 말하는 "왕조"의 거점이 시대에 따라 이동하고 있는 것도, 단순히 정치의 중심지가 이동한 것만으로 볼 수 있으며, 반드시 극적인 권력의 교체와는 결부되지 않는다고 주장한다. 또, 최근에는 특정 혈통이 오오키미(천황)를 독점적으로 계승하는 "왕조"가 확립하는 것은 게이타이 · 긴메이 천황 시대 이후이고, 그 이전에는 설사 몇 대의 오오키미가 혈연 관계에 있었더라고 하더라고, "왕조"라고 부를 수 있는 형태는 아니었다는 견해가 주류를 이루고 있다. 『송서』 왜국전(倭國傳)에 나오는 왜5왕(倭五王) 중, 왜왕 진(珍)과 제(濟)의 혈연 관계가 적혀 있지 않은 것이 그 근거 중 하나다. 그러나, 『송서』 왜국전에서는 "진(珍)이 죽고 제(濟)가 왕위에 올랐다.(珍死, 立濟)" 같은 내용의 문장도 보이지 않아, 진(珍)과 제(濟)가 실은 동일인물이며, 진(珍)이 제(濟)로 개명하였을 가능성도 있다.

## 미즈노 유의 "삼왕조 교체설"
쇼와 초기 (제2차 세계대전에서 일본이 패망하기 전), 쓰다 소키치는 그의 저서에서 기키(고사기와 일본서기)가 일본 황실의 일본 통치의 정당성을 높이기 위하여 편찬되었다는 의견을 표현하였다. 그의 저서 중 4권은 1940년 발행 금지 처분을 받았으며, 더 나아가 출판법 위반 혐으로 유죄 판결 까지 받았다. (쓰다 사건(일본어: 津田事件))
제2차 세계대전에서 일본이 패망한 후에야, 자유롭게 『고사기』나 『일본서기』에 대한 비판을 할 수 있게 되었다. 이후 1954년(쇼와 29년), 미즈노 유가 『증정 일본 고대 왕조사론 서설』(일본어: 増訂日本古代王朝史論序説)을 발표한다. 이 저서에서 미즈노 유는, 고사기에 기재된 천황이 죽은 해의 간지나 천황의 일본식 시호 등을 분석하였는데, 그 결과 스진 천황으로부터 스이코 천황(일본어: 推古天皇)에 이르는 천황이 각각 혈통이 다른 고·중·신의 3왕조가 교체하고 있었던 것이 아닐까 하는 설을 세우게 되었다. 그러나, 이것은 그동안 불변의 진리처럼 여겨져 왔던 황통의 만세일계라는 개념을 뒤집는 대담한 가설이었다. 미즈노 유는, 고사기에서 사망한 해의 간지가 적혀있는 천황은, 진무 천황으로부터 스이코 천황까지 총 33대의 천황 중, 절반에 못 미치는 15대인 것에 주목하여, 그 외의 18대의 천황은 실제로 존재하지 않았던, 창작된 가상의 천황일 가능성이 있다고 지적했다. 그리고 15대의 천황을 축으로 하는 천황의 계보를 새롭게 작성해 고찰을 전개했다. 미즈노 유의 가설에서는, 제10대의 스진 천황(일본어: 崇神天皇), 제16대의 닌토쿠 천황(일본어: 仁徳天皇), 제26대의 게이타이 천황(일본어: 継体天皇)을 각각 초대 천황으로 하는 3개의 왕조가 있었다고 한다. 미즈노 유는 이를 각각 고왕조(스진 왕조), 중왕조(닌토쿠 왕조), 신왕조(게이타이 왕조)라고 불렀다. 현 천황은 신왕조, 즉 게이타이 천황의 후손으로 여겨지고 있다.
미즈노 유의 파격적인 학설은 당시의 학계에서 주목은 받았지만 이에 동의하는 학자들은 적었고, 그 후 미즈노의 학설을 비판적으로 발전시킨 학설이 고대사학계에서 발표되기 시작하였다. 이노우에 미츠사다(일본어: 井上光貞)의 저서 「일본 국가의 기원」(일본어: 日本古代国家の起源)을 시작으로, 나오키 코지로(일본어: 直木孝次郎), 오카다 세이시(일본어: 岡田精司), 우에다 마사아키(일본어: 上田正昭) 등이 저 마다의 학설을 발표, 왕조 교체설은 학계에서 큰 주목을 받았다. 고대사의 학설을 정리한 스즈키 야스타미(일본어: 鈴木靖民)도 "왕조 교체론은 고대사 연구에서 전후(제2차 세계대전 이후) 최대의 학설"이라고 평가하고 있다. 또 왕조 교체설을 전면적으로 비판한 마에노엔 료이치(일본어: 前之園亮一)도 자신의 저서 『고대 왕조교체설 비판』 에서 미즈노 유의 학설이 만세일계의 부정을 이룬 데에 의의가 있다고 평가하고 있다.

### 3개의 왕조에 대해
삼왕조 교체설에 따르면, 스진 왕조, 닌토쿠 왕조, 게이타이 왕조의 3개의 왕조가 존재한다. 이 세 왕조에 대해 자세히 설명한다.

#### 스진(崇神) 왕조 (고(古) 왕조, 미와(三輪) 왕조, 이리(イリ) 왕조)
스진 왕조는 야마토(일본어: 大和, やまと)의 미와(일본어: 三輪)지방에 본거를 두었다고 추측되어 미와 왕조라고도 불린다. 미즈노 유는 고왕조라고 불렀다. 이 왕조에 속하는 천황이나 황족 중에 ‘이리히코(イリヒコ)’나, ‘이리히메(イリヒメ)’ 등 ‘이리(イリ)’가 붙는 명칭을 가진 사람이 많기 때문에 ‘이리 왕조’라고 부르기도 한다. 이런 명칭은 이 시기에 한정되어 있어, 후대에 주어진 일본식 시호라고는 생각하기 어렵다. 스진 천황의 이름은 '미마키이리히코이니에(ミマキイリヒコイニエ)', 스이닌 천황(일본어: 垂仁天皇)의 이름은 '이쿠메이리히코이사치(イクメイリヒコイサ)'이다. 그 밖에도 스진 천황의 자식으로 '도요키이리히코(トヨキイリヒコ)'·'도요키이리히메(トヨキイリヒメ)' 등이 있다. 다만 스진·스이닌 천황이 실제 존재하였는지에 대해 의문시하는 사람도 적지 않다.
대형 고분은 그 시대의 맹주(오오키미)의 무덤일 가능성이 높다. 이러한 점을 생각하면, 고훈 시대(일본어: 古墳時代) 전기(3세기 중엽~ 4세기 초반)에 나라 분지(일본어: 奈良盆地) 동남부의 미와산(일본어: 三輪山) 기슭에 야마토 · 야나기모토 고분군(일본어: 大和・柳本古墳群)이 전개되어, 시부타니무카이야마 고분(일본어: 渋谷向山古墳) (게이코 천황릉으로 비정), 하시하카 고분(일본어: 箸墓古墳) (히미코릉으로 추정), 안돈야마 고분(일본어: 行燈山古墳) (스진 천황릉으로 비정), 메스리즈카(일본어: メスリ塚), 니시토노즈카 고분(일본어: 西殿塚古墳) (다시라카 황녀묘로 비정) 등의 봉분(墳丘)의 길이가 200~300미터에 달하는 대고분이 분포해 있어, 이 지역에 어떤 왕권이 있었음을 알 수 있다. 게다가, 이들 천황들의 궁은 『고사기』나 『일본서기』에 의하면, 앞서 언급한 대고분이 있는 지역과 겹치고 있다. 이런 점에서 미루어 보아, 스진 천황으로부터 시작되는 정권은 이 지역, 즉 미와를 중심으로 성립했다고 추측할 수 있다.
일본 고대 국가의 형성이라는 관점에서 미와 정권은 초기 야마토 정권으로 파악할 수 있다. 이 정권의 성립 연대는 3세기 중엽에서 4세기 전반 정도로 추측되고 있다. 이 시기는 형식화된 거대 고분이 축조되기 시작한 고분 시대 전기와 일치한다. 미와 정권의 성격은, "귀도(鬼道)로써 무리들을 현혹시키는(事鬼道、能惑衆)" 히미코(卑彌呼)를 여왕으로 하는 야마타이국 같은 단순한 주술적 정권이 아닌, 종교적 성격을 띄면서도 보다 권력적인 정권이었다고 생각되고 있다.

#### 오진(応神) 왕조 또는 닌토쿠(仁徳) 왕조 (가와치(河内) 왕조, 와케(ワケ) 왕조)
오진 왕조는 천황의 궁과 무덤이 가와치(河内) 지역(당시의 가와치는 율령국 가와치국을 포함해, 셋쓰국, 이즈미국의 범위를 포함하고 있었다)에 주로 분포되어 있기 때문에 가와치 왕조라고도 한다. 미즈노 유는 중왕조라고 불렀다. 또, 이 왕조에 속하는 천황이나 황족 중에 '와케(ワケ)'가 붙는 명칭을 가진 사람이 많기 때문에 와케 왕조라고 불리기도 한다. 가와치 왕조는, 전후 두 왕조를 이어주는 위치에 있다는 점에서 왕조 교체론 중에서도 중요한 위치를 차지한다. 초기 야마토 정권, 제2차 야마토 정권 등으로도 불리는 왕조이다.
덧붙여 오진 천황을 가상의 천황으로 하는 견해도 있다. 이런 견해에서는 오진 천황의 출생 과정이 전설적이기 때문에, 오진 천황과 닌토쿠 천황은 본래 동일한 사람이었는데, 미와 왕조와 가와치 왕조를 연결하기 위해 2명의 인물로 분리되어 오진 천황이 만들어졌다고 생각한다. 그래서 이렇게 생각하는 경우, 오진 왕조는 닌토쿠 왕조라고 부르기도 한다. 미즈노 유도 이와 같은 주장을 하고 있다.
중국의 역사서인 『송서』에서는 왜5왕이라 불리는 5명의 왕이 10번에 걸쳐 사신을 보냈다고 적고 있는데, 이 시기가 가와치 왕조의 천황들이 재위했던 시기인 5세기와 겹친다. 이러한 이유로 왜5왕이 가와치 왕조의 오오키미로 추정된다. 이렇게 중국 사서에 기록이 남아 있는 만큼, 가와치 왕조가 실제로 존재했을 가능성은 높아보인다. 구체적으로 왜5왕이 가와치 왕조의 누구에 해당하는 지에 대해서는 여러 가지 설이 제기되고 있다.
현재 오사카 평야에는 가와치의 고분군에 해당하는 곤다 고뵤야마 고분(일본어: 誉田御廟山古墳) (전(傳) 오진 천황릉)과 이즈미(和泉)의 모즈 고분군(일본어: 百舌鳥古墳群)에 있는 다이센릉 고분(일본어: 大仙陵古墳) (전 닌토쿠 천황릉) 등 거대한 전방후원분(일본어: 前方後円墳)이 존재한다. 그런데, 오진 천황은 현재의 오사카 지역인 나니와(일본어: 難波)의 오스미노 미야(일본어: 大隅宮)에, 닌토쿠 천황도 나니와의 다카쓰노 미야(일본어: 高津宮)에, 한제이 천황은 단피(일본어: 丹比) (오사카부 마츠바라시)의 시바가키(일본어: 柴垣)에 도읍을 두는 등, 각각 오사카 평야의 가와치나 이즈미에 도읍을 두고있다. 이를 보아, 가와치 왕조 시대에 오사카 평야에 강대한 정치권력의 거점이 있었던 것은 틀림없어 보인다.
이 가와치 왕조설을 비판하는 가도와키 데이지(일본어: 門脇禎二)에 의하면 가와치 평야가 개발 된 것은, 새로운 왕조의 수립을 의미하는 것이 아니라, 초기 야마토 정권이 가와치 지방에 진출한 것을 보여주는 것 뿐이라고 주장 한다. 또, 나오키 코지로(일본어: 直木孝次郎), 오카다 세이시(일본어: 岡田精司)등은, 세토 내해의 제해권(制海權)을 잡고 세력을 강대화시킨 카와치의 세력이, 초기 야마토 정권을 타도하였다는 설을 제기하고 있다. 우에다 마사아키(일본어: 上田正昭)는 미와 왕조(스진 왕조)가 멸망하고, 가와치 왕조(오진 왕조)에 계승되었다고 보고 있고, 미즈노 유나, 이노우에 미츠사다(일본어: 井上光貞)는 규슈의 세력이 오진 천황 또는 닌토쿠 천황의 시대에 정복자로서 기나이에 침공하였다고 보고 있다.

#### 게이타이(継体) 왕조 (에치젠(越前) 왕조 또는 오우미(近江) 왕조)
『일본서기』에서는 게이타이 천황이 오진 천황의 5대 후손이라고 밝히고 있다. 그러나 이것이 사실인지에 대해서는 의견이 갈리고 있다. 미즈노 유는 게이타이 천황은 오우미나 에치젠의 호족으로, 황위를 찬탈했다고 주장하였다.
게이타이 천황은 즉위 후에도 곧바로 야마토(일본어: 大和)의 땅에 들어가지 않고, 가와치 북부 등의 다른 지역을 옮겨 다니다가, 즉위 20년째에 이르러서야 야마토 지역에 들어갔다. 이 때문에, 나오키 코지로(일본어: 直木孝次郎)는 야마토 지역에 게이타이 천황의 즉위를 인정하지 않는 세력이 있어, 이 세력과 전투 상태에 있었다고 생각하고 있고,  히라노 쿠니오(일본어: 平野邦雄)는 게이타이 천황이 그 당시 인정받고 있던 여성 계통의 천황으로 본다. 게이타이 텐노가 당시 오오키미 가문에 왕비를 배출하고 있었던 오미의 오기나가씨(일본어: 息長氏) 계통의 왕위 계승 자격자였기 때문에 새로이 천황으로 즉위할 수 있었다는 것이다.
게이타이 천황이 정말로 오진 천황의 5대 후손이었다고 해도, 혈연적 관계가 매우 얇기 때문에, 왕조 교체설과는 무관하게 게이타이 천황 대에 황통이 변하였다고 간주하고 있다. 다만, 게이타이 천황의 즉위에 있어서는 전 정권의 통치기구를 그대로 계승하고 있는 것, 또 혈통에서도 이전 오오키미 가문의 황녀(다시라카 황녀)를 아내로 하여 황위를 계승해 하고 있는 것으로부터, 이것을 새로운 왕조로 구별할 수 있을 지에 대해서 의문을 제기하는 견해도 있다.

## 오카다 히데히로(岡田英弘)의 학설과 '일본의 건국'(日本の建国)
동양사학자 오카다 히데히로(일본어: 岡田英弘)는 동양사학자의 입장에서 중국·일본의 사료를 해석하는 것을 표방, '일본의 건국(일본어: 日本の建国)'에 앞서 일본 열도의 움직임을 다음과 같이 구분했다.
1. 중국의 진(秦) · 한(漢) 시기. 이 시기 일본 열도에서는 여러 나라들이 흩어져 있었다. 이 때, 왜인(倭人)들의 "제국"(諸國, 여러 나라)은 중국 화교들이 거주하던 교역의 거점이었다. 북큐슈(기타규슈)의 나노국(奴國, 나노쿠니)이나 야마타이국(邪馬壹國) 등의 왜왕(倭王)은 중국의 편의에 맞추어 설치된 왜인 "제국(여러 나라)"의 "암픽티오니아(인보동맹, 일본어: 隣保同盟)"[3]의 "맹주"일 뿐이었고, 일본 열도에서 "국가"라고 할 수 있는 실체는 아직 존재하지 않았다.
2. 중국의 삼국시대 · 남북조시대 시기. 중국이 분열하던 이 시기에는, 중국 주변 각지에 독자적인 정권이 성립되어 나가고 있었다. 이 시기, 일본 열도에서도 킨키 지방을 중심으로 하여 왜국(倭國)이 성립, 일본 열도의 각지나 한반도의 남부의 국가를 복속시켜, 그 지배자는 중국의 정권(삼국시대의 조위(曹魏), 남북조시대의 유송(劉宋) 등)로부터 "왜왕(倭王)"의 칭호를 받았다( 왜5왕 등).
3. 중국의 수(隋) 및 당(唐) 시기. 중국이 재통일 되고, 돌궐, 고구려, 백제 등의 인근 국가를 공격하고 병합하려 한다. 이러한 국제 정세의 격변에 속에서 일본 열도가 국제적으로 고립될 수도 있다는 긴장감이 고조된다. 이러한 배경 속에서 668년~670년, 일본 열도의 왜국과 그 밖의 여러 나라들이 각각의 조직을 해소하고 통일된 국가로서의 조직을 형성, 국호를 '일본(日本)'으로, 군주의 칭호를 '천황(天皇)'으로 한다. 이것을 "일본의 건국(日本の建国)"이라고 한다.

오카다 히데히로는, 720년에 성립한 『일본서기』가 "일본의 건국 사업의 일환으로 편찬된 것"이며, "이후 진신의 난으로 자신의 형의 아들 고분 천황으로부터 황위를 빼앗은 덴무 천황의 후손인 현 정권의 사정을 반영한 사료"라고 규정한다.
일본서기에서 보이는 역대의 천황들에 대해서는, 진무 천황부터 오진 천황까지는 창작된 가공의 존재로 보고, 당시의 긴키 지방의 사람들에게 "최초의 왜왕(倭王)"이라고 인식되고 있던 것이 가와치 왕조의 창시자인 니禰(데이(일본어: でい), 닌토쿠 천황으로 비정)였고, 그 후 하리마 왕조, 에치젠 왕조로 교체되었다고 하였다.
또한, 일본서기가 현 황실 계보를 직접적으로는 에치젠 왕조의 조(祖)인  게이타이 천황으로 거슬러 올라가는 것처럼 서술하고 있지만, 『수서』(隋書)의 기술을 근거로, 일본서기에는 일본서기 성립 직전의 왜국의 왕통에 대해 지극히 큰 작위가 있는 것, 또, 조메이 천황과 그 이전의 황통 사이에서도 "왕조의 교대"가 있었을 가능성을 지적하고 있다.
- 오카다 히데히로의 왕조교대설

1. 가와치 왕조 (닌토쿠 천황 ~ 유랴쿠 천황)
2. 하리마 왕조 (겐조 천황, 닌켄 천황, 부레츠 천황)
3. 에치젠 왕조 (게이타이 천황 ~)
4. 조메이 천황 이후의 "일본 건국의 왕조"

## 같이 보기
- 닌토쿠 천황
- 다이센릉 고분
- 게이타이 천황
- 일본서기
- 고사기
- 고훈 시대
- 모즈·후루이치 고분군
- 천황